# یوهان فرسترپن
یوهان فرسترپن (انگلیسی: Johan Verstrepen؛ زادهٔ ۲۱ اکتبر ۱۹۶۷ ‏(۵۷ سال)) دوچرخه‌سوار اهل بلژیک است.